# Kavatsi Airlines
Kavatsi Airlines is een Congolese luchtvaartmaatschappij met haar thuisbasis in Kinshasa.

## Geschiedenis
Kavatsi Airlines is opgericht in 2005.

## Vloot
De vloot van Kavatsi Airlines bestaat uit:(april 2007)
- 1 Antonov AN-72-100